# Eutrichota pilimarginata
Eutrichota pilimarginata är en tvåvingeart som först beskrevs av Fan och Qian 1982.  Eutrichota pilimarginata ingår i släktet Eutrichota och familjen blomsterflugor. Inga underarter finns listade i Catalogue of Life.